# Bełsznica
Bełsznica is een plaats in het Poolse district  Wodzisławski, woiwodschap Silezië. De plaats maakt deel uit van de gemeente Gorzyce en telt 1046 (na podstawie spisu ludności z roku 1997) inwoners.